# Reticolocita

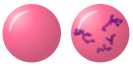
Reticolocita

I reticolociti sono degli eritrociti giovani, privi di nucleo cellulare, che sono stati appena immessi nel circolo sanguigno e conservano per qualche tempo (circa 24 h) un esiguo numero di ribosomi.
I Ribosomi vengono conservati per continuare a produrre emoglobina.
È proprio questa caratteristica a determinare la loro denominazione. Infatti con una particolare colorazione (blu cresile brillante) precipitano sotto forma di sostanza granulosa e filamentosa: "reticolare".
Costituiscono lo 0,5-1,5% degli eritrociti in circolo. La percentuale di reticolociti nel sangue circolante rappresenta un indice approssimativo della funzionalità del midollo osseo rosso. Ad esempio, la diminuzione del numero di eritrociti provocata da emorragia determina un'aumentata formazione di globuli rossi che si manifesta con un aumento della percentuale di reticolociti. Nei pazienti affetti da anemia l'innalzamento della percentuale dei reticolociti è un utile segno clinico di risposta alla terapia.
Negli eritrociti, e nei reticolociti in particolare, possono essere visibili alcuni inclusi citoplasmatici: i Corpi di Jolly e gli anelli di Cabot che, in condizioni normali, si possono riscontrare nel 1-2% degli eritrociti circolanti.